# Közi
Közi (こうじ) (Niigata, 29 de Maio de 1972) é um músico japonês que toca guitarra, piano, teclado, baixo e sintetizador.
Közi é mais conhecido como guitarrista da banda de Visual kei Malice Mizer. Depois a banda entrou em hiatus indefinido em 2001, juntou-se a Eve of Destiny e também começou uma carreira solo. Em 2010, Közi estrou nas bandas Dalle, My Horror Revue e XA-VAT, mas ainda trabalhando em seu projeto solo.
Durante seu tempo em Malice Mizer, Közi muitas vezes assumiu o papel de pierrô, vestindo trajes de palhaço com grandes babados, sempre em vermelho, sua cor favorita. Em clipes e no palco, ele costuma fazer movimentos que lembram uma marionete. Közi continuou este visual, até certo ponto, mas seus figurinos contemporâneos são mais góticos. Muito poucos detalhes sobre sua vida privada são conhecidos.

## Biografia
Közi iniciou sua carreira no final de 1980. Em 1991 ele se juntou a Matenrou, que acabou. Mana e Közi trabalharam juntos após concluirem que ambos tinham ideias semelhantes sobre a criação de música. Formaram Malice Mizer em 1992. Depois de Malice Mizer entrou em hiatus indefinido em 2001, Közi se juntou Haruhiko Ash e criou Eve of Destiny, uma banda de rock industrial que fez shows fora do Japão várias vezes.
Em 2002, Közi colaborou com o autor Minako com uma trilha sonora, Izayoi no Tsuki (十 六 夜 の 月), com o livro tendo o mesmo nome. Ele então realizou um evento especial cantando no Japão, que fez mostrou que de fato estava seguindo uma carreira solo. O primeiro trabalho lançado de Közi foi o de dois discos, pacote de single duplo, "Khaos / Kinema", lançado em 01 novembro de 2003. Em 11 de março de 2004, ele lançou seu álbum de estreia, Catharsis. O segundo single do Közi, "Memento", foi lançado em 1 de dezembro de 2004. A canção é dedicada ao falecido baterista de Malice Mizer Kami, e foi escrita pelo baixista também da banda, Yu~ki. Em 17 de maio de 2006, Közi lançou seu segundo álbum, Loki n' Roll.
Em 22 de setembro de 2008, Közi se juntou à banda Dalle, que é formada por Satoshi nos vocais, Atsushi no baixo, Fuchi na bateria e Közi na guitarra. A banda tocou seu primeiro show em 18 de outubro em Shinjuku Marz durante o evento "Tokyo Dark Castle ~ Halloween Special", que também contou com Auto-Mod Vampire, Aural, Selia, entre outros.
Em 27 de dezembro de 2008, Közi tocou no palco com o projeto solo do ex-Malice Mizer Mana, Moi dix Mois para uma sessionband no "Dis Inferno Vol.VI".
Em 2009 entrou em uma turnê curta com o Moi dix Mois chamado de "Deep Sanctuary", em 17 de julho, em Osaka e 19 em Tóquio.
Um ano depois, em julho de 2010, Közi fez outra turnê com o Moi dix Mois, intitulado "Deep Sanctuary II", tendo seis shows, mas o show no Akasaka BLITZ no dia 17 foi especial, pois Yu~ki (baixista de Malice Mizer) foi convidado especial. Esta foi a primeira vez em nove anos que os três membros tocaram juntos de novo. Tocaram "Saikai no Chi to Bara" e "Beast of Blood".
Em junho de 2010, Közi começou a tocar com uma banda chamada My Horror Revue.
Közi, também em 2010, formou a banda XA-VAT, com Shuji Ishii (Cali≠gari) nos vocais, Koma Takao (Goatbed) na bateria, Pink Sadie Galaxy (Speecies) na guitarra e Közi na outra guitarra. Fizeram sua primeira apresentação em 16 de novembro de 2010. Eles lançaram seu álbum de estreia em 26 de março de 2011 em duas edições limitadas, uma com um DVD ao vivo, o outro com um CD remix, e uma edição regular.
Közi fez apresentação em Paris, França, com Miyu da banda Royal Cabaret como convidada, além de se apresentar na Alemanha também.

## Discografia

### Álbuns
- Izayoi no Tsuki (13 de dezembro de 2002)
- Catharsis (11 de março de 2004)
- Loki N' Roll (17 de maio de 2006)

### Singles
- Khaos/Kinema (1 de novembro de 2003)
- Memento (1 de dezembro de 2004)

### DVD
- Live Collage 2004-2006 (29 de maio de 2007)